# Corbelli (famiglia)
I Corbelli sono una famiglia nobile italiana originaria della Romagna. 
Di antica stirpe, risultano imparentati con la potente casata principesca tedesca dei Thurn und Taxis e con la famiglia Wolkenstein-Rodenegg; in Italia con le famiglie Frescobaldi, Soderini, e tramite questa Medici, di Firenze e Savioli di Bologna. La famiglia, inoltre, può vantare una lontana parentela con Torquato Tasso, in quanto egli fu l’ultimo erede della linea giovannina dei Tasso.

## Storia
Le origini nobiliari della famiglia risalgono al 1434, quando viene loro attribuito il titolo di Conti di Appiola per l’impegno nel combattere l’eresia hussita nell’Ordine del Drago, da Sigismondo I del Lussemburgo, sceso in Italia e incoronato imperatore del Sacro Romano Impero nel 1433, e fondatore dell’ordine stesso.
Membro dell’ordine era anche Oswald von Wolkenstein, famiglia con la quale i Corbelli intratterranno intrecci successivi, ma la cui base è posta in questo periodo.

### Il periodo veneziano
La famiglia migra nel corso del XV secolo a Fano, Padova e Venezia. In queste ultime due città, in particolare, i Corbelli si arricchiscono grandemente e guadagnano una notevole influenza presso le nobili famiglie del luogo. A questo periodo risale la collaborazione con i  Tasso, creati Mastri delle Poste Imperiali a Venezia nel 1541 e al servizio degli Asburgo dai tempi dei nipoti di Ruggero. Un legame formale tra le due famiglie si registra con il matrimonio tra Gianandrea Corbelli e Maria Francesca della Torre Valsassina e Tassis, contessa di Wolkenstein.
Nel corso del XVII secolo i Corbelli guadagnano grande considerazione presso la corte imperiale di Vienna, dove Gianandrea Corbelli serve come ciambellano imperiale, dopo aver condotto le truppe asburgiche come maresciallo dell’Impero contro i Turchi in Transilvania (1683-1699).
Alla morte di Gianandrea nel 1702 senza eredi diretti parte dei possedimenti e delle ricchezze familiari vanno al nipote Giovanni Andrea Savioli, parte vengono trasferiti ad altri membri della famiglia Corbelli.
Con la morte di Gianandrea le fortune politiche e dinastiche dei Corbelli vedono una fase discendente, con l’estinzione di diversi rami.

### Il ritorno in Romagna
Dopo un periodo di incertezze circa le informazioni storiche per buona parte del XVIII secolo i rimanenti membri della famiglia risultano tutti come trasferitisi nella campagna riminese nella seconda metà del secolo. La famiglia si stabilisce in larga parte presso i feudi della nobile famiglia di marchesi parigini dei Des Vergers, nel periodo in cui Adolphe Noël Des Vergers è a capo della casata, dove si unisce in matrimonio con esponenti della piccola borghesia locale risultando nell’unico ramo ancora esistente dei Corbelli detti “Cagnola”, dopo la morte, nel 1817, a Mirano, di Marcantonio, ultimo esponente veneziano della famiglia..

## Personaggi illustri
- Nicolò Maria Corbelli, letterato attivo nella seconda metà del XVII secolo, autore di oltre venti opere letterarie[11].
- Vincenzo Corbelli, Patrizio di Fano[12].
- Nicolò Maria Corbelli, capitano di ventura sotto Federico da Montefeltro, duca di Urbino[10].
- Tommaso Sperandio Corbelli (XVI secolo), vescovo di Trani, di Traù (Croazia) e di Bagnoregio[13].
- Benedetto Corbelli, cancelliere del Regno di Candia, tra il 1590 e il 1596[10].
- Gianandrea Corbelli, maresciallo dell’Impero Asburgico (1694) e ciambellano imperiale.
- Maria Francesca della Torre Valsassina e Tassis, membro della Radunanza nobile e pia della Crociera, fondata dall’Imperatrice Eleonora del Palatinato-Neuburg[14].

## Arma
Troncato: nel 1º di azzurro al corvo passante di nero con il becco e le zampe di rosso; nel 2º di argento a tre bande di rosso; fascia d'oro sulla troncatura. Motto: Pedes ac rostrum Gallorum sanguine tinxi.